# Mestizaje

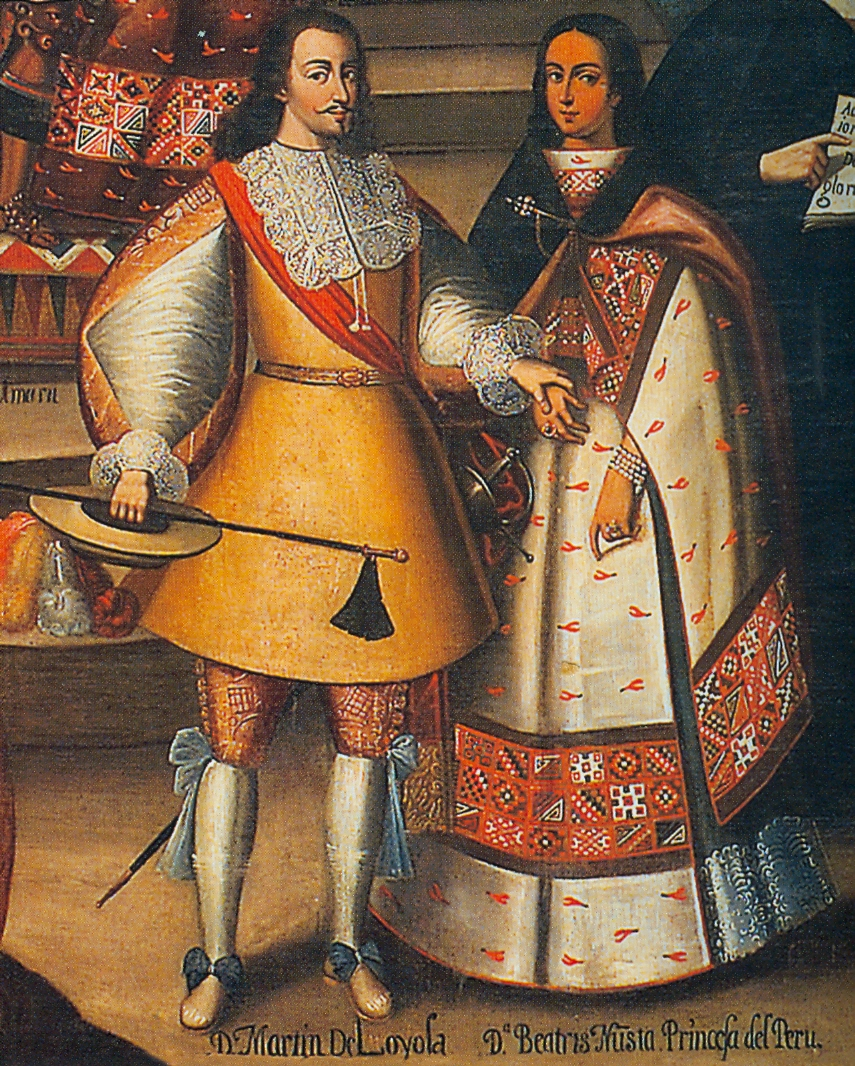
Martín García Óñez de Loyola y Beatriz Clara Coya, imagen de un cuadro del de la Iglesia de la Compañía, Cuzco (Perú).

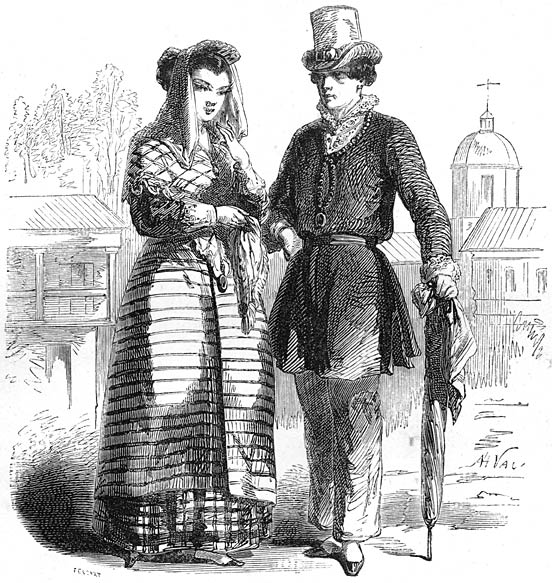
Pareja mestiza en Filipinas colonial de mediados del

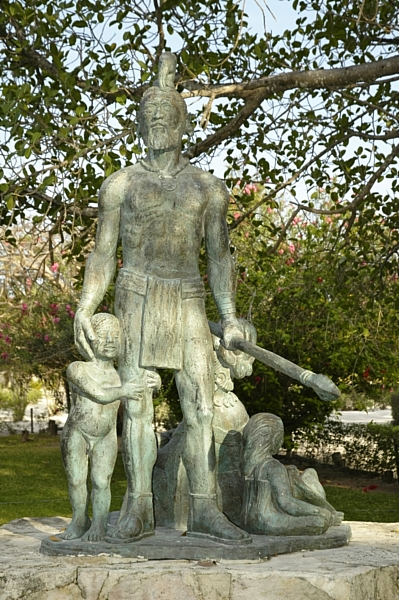
Gonzalo Guerrero es considerado Padre del Mestizaje, ya que fue el primero en tener descendencia con los indígenas en las tierras descubiertas.

El mestizaje es el proceso de cruce biológico y cultural entre personas de diferentes orígenes étnicos, que da lugar a nuevas configuraciones sociales, culturales y genéticas en las poblaciones. Este concepto, que también puede designar a las personas resultantes de dicha mezcla, ha tenido especial importancia en América Latina, donde fue promovido como base de identidad nacional durante los siglos XIX y XX.
En contextos coloniales como el del Imperio español en América, el mestizaje fue un fenómeno estructural, relacionado con jerarquías raciales, procesos de evangelización y control territorial. Su impacto varió según las condiciones locales, dando lugar a patrones regionales distintos de integración, exclusión o blanqueamiento.
Aunque el mestizaje también ha ocurrido en regiones como Filipinas, el Caribe, Sudáfrica o Brasil, en América Latina destaca por su gran extensión demográfica y por ser parte central de discursos nacionales que promueven la integración social y la identidad cultural. En contraste, en Estados Unidos se aplicó un modelo de segregación racial impidió que las personas de origen mixto fueran plenamente aceptadas socialmente y reconocidas oficialmente por las instituciones.

## Mestizaje en África
África ha tenido una larga historia de mezclarse con no africanos desde tiempos prehistóricos. El reflujo euroasiático que ocurrió en tiempos prehistóricos vio una gran migración desde el Levante que ingresó a la región y estos inmigrantes se mezclaron con los nativos africanos. Se pueden encontrar signos de esta migración entre las personas que habitan el Cuerno de África y Sudán. África en la Antigüedad también ha tenido una larga historia de mezclas interraciales con exploradores, comerciantes y soldados árabes y europeos que tenían relaciones sexuales con mujeres negras africanas y las tomaban como esposas.
Richard Francis Burton escribe, durante su expedición a África, sobre las relaciones entre mujeres negras y hombres blancos: "Las mujeres están bien dispuestas hacia los extraños de tez clara, aparentemente con el permiso de sus maridos". Hay varias poblaciones de raza mixta en toda África, en su mayoría como resultado de las relaciones interraciales entre hombres árabes y europeos y mujeres negras. En Sudáfrica, hay grandes comunidades mestizas como los mestizos y los griqua formados por colonos blancos que toman esposas nativas africanas. En Namibia existe una comunidad llamada Rehoboth Basters formada por el matrimonio interracial de hombres holandeses/alemanes y mujeres negras africanas.
En la antigua África portuguesa (ahora conocida como Angola, Mozambique y Cabo Verde), la mezcla racial entre portugueses blancos y africanos negros era bastante común, especialmente en Cabo Verde, donde la mayoría de la población es de ascendencia mixta.
Ha habido algunos casos registrados de comerciantes y trabajadores chinos que tomaron esposas africanas en África, ya que muchos trabajadores chinos fueron empleados para construir ferrocarriles y otros proyectos de infraestructura en África. Estos grupos laborales estaban compuestos completamente por hombres y muy pocas mujeres chinas venían a África.
En África occidental, especialmente en Nigeria, hay muchos casos de hombres no africanos que toman mujeres africanas. Muchos de sus descendientes han ganado posiciones destacadas en África. El teniente de vuelo Jerry John Rawlings, de padre escocés y madre ghanesa negra, fue nombrado presidente de Ghana. Jean Ping, hijo de un comerciante chino y madre gabonesa negra, se convirtió en vice primer ministro y ministro de Relaciones Exteriores de Gabón y fue presidente de la Comisión de la Unión Africana de 2009 a 2012.
Los hombres indios, que durante mucho tiempo han sido comerciantes en el este de África, a veces se casan con mujeres africanas locales. El Imperio británico trajo muchos trabajadores indios a África Oriental para construir ferrocarriles en Uganda . Los indios finalmente poblaron Sudáfrica, Kenia, Uganda, Tanzania, Malaui, Ruanda, Zambia, Zimbabue y Zaire en pequeñas cantidades. Estas uniones interraciales eran en su mayoría matrimonios unilaterales entre hombres indios y mujeres de África Oriental.
En Reunión la mayoría de la población se define como mestiza. En los últimos 350 años, varios grupos étnicos (africanos, chinos, británicos, franceses, indios gujarati, indios tamiles) han llegado y se han asentado en la isla. Ha habido personas de raza mixta en la isla desde su primera habitación permanente en 1665. La población nativa de Kaf tiene una diversa gama de ascendencia que proviene de los pueblos coloniales indios, chinos y esclavos africanos traídos de países como Mozambique, Guinea, Senegal, Madagascar, Tanzania y Zambia a la isla.
En Madagascar hubo una mezcla frecuente entre las poblaciones de habla austronesia y bantú. Un gran número de los malgaches de hoy son el resultado de un mestizaje entre austronesios y africanos. Esto es más evidente en los mikeas, que también son la última población malgache conocida que todavía practica un estilo de vida de cazadores-recolectores. En el estudio de los malgaches, el ADN autosómico muestra el grupo étnico de los montañeses casi una mezcla uniforme de origen del Sudeste Asiático y bantú, mientras que el grupo étnico costero tiene una mezcla bantú mucho más alta en su ADN autosómico, lo que sugiere que son una mezcla de nuevos inmigrantes bantú y el grupo étnico montañés ya establecido. Las estimaciones de máxima verosimilitud favorecen un escenario en el que Madagascar fue colonizada hace aproximadamente 1200 años por un grupo muy pequeño de mujeres de aproximadamente 30. El pueblo malgache existió a través de matrimonios mixtos entre la pequeña población fundadora. También matrimonios mixtos entre hombres chinos trabajadores o hombres franceses colonos con las mujeres malgaches nativas no eran infrecuentes.

## Mestizaje en Asia central
Los asiáticos centrales descienden de una mezcla de varios pueblos, como los mongoles, los túrquicos y los iranios. La conquista mongola de Asia Central en el siglo XIII resultó en asesinatos masivos de la población de habla irania e indoeuropea de la región, y su cultura e idiomas fueron reemplazados por los de los pueblos turco-mongoles. La población sobreviviente restante se casó con invasores. La genética muestra una mezcla de ascendencia asiática oriental y caucásica en los individuos de Asia central.

## Mestizaje en Hispanoamérica

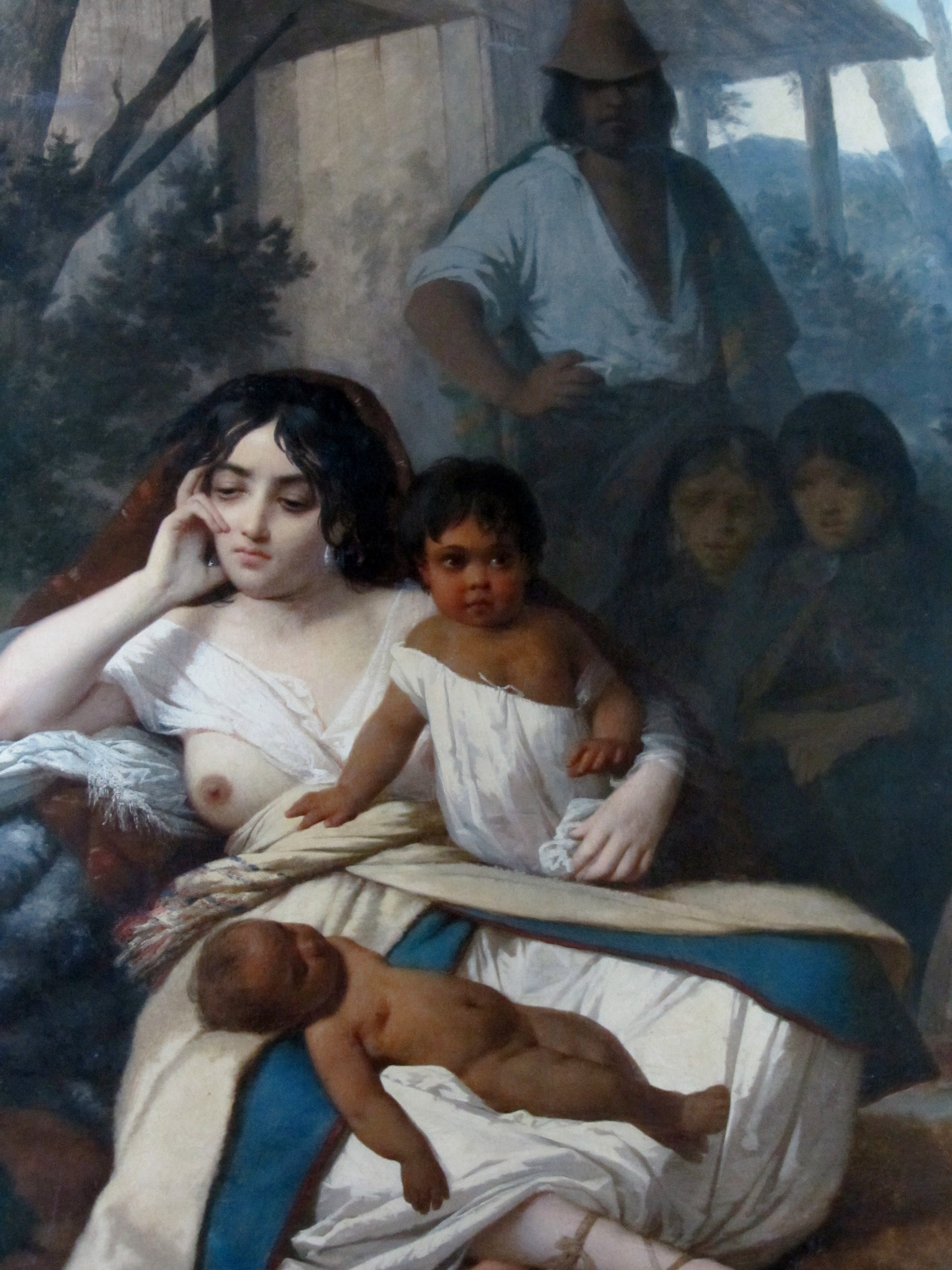
Une Chilienne prisonnière des Indiens des côtes de l'Araucanie, por el pintor francés Raimundo Monvoisin. Obra imaginada por el autor sobre la leyenda de Elisa Bravo, supuesta superviviente de un naufragio, cautiva de los mapuches.

Este proceso se ha definido como uno de transculturación, que ha definido la identidad latinoamericana. El proceso de mestizaje en América se originó con la llegada de los europeos al continente y subsecuentemente de los esclavos africanos que vinieron con ellos. En este encuentro de culturas surgieron varios tipos de mestizos:
- Mestizo: mezcla de indígena y europeo (principalmente español).
- Numulita: primogénito del mestizo.
- Mulato: mezcla de negro y europeo.
- Morisco: mezcla de mulato y europeo.
- Cholo o coyote: mezcla de mestizo e indígena.
- Zambo: mezcla de negro e indígena.
- Castizo: mezcla de mestizo y español.
- Criollo: español nacido en los territorios americanos.[16]
- Chino: mezcla de indígena y europeo.

El mestizaje ha sido uno de los temas fundamentales en los países americanos pero especialmente en América Latina. Esta característica de fusiones culturales, ha sido acogida en las últimas dos décadas para explicar el fenómeno de la pluralidad en Iberoamérica. Así mismo, esta misma ideología le ha dado fuerza a la teoría de que detrás de la percepción de la sociedad como producto del mestizaje existe un fenómeno enmascarado de racismo y exclusión. Este último punto se refleja en el hecho que estudios recientes tienden a llamar la atención sobre la necesidad de reformar el derecho para poder hacer frente a una realidad antes inexistente o ignorada: la pluralidad de la sociedad.
La idea del mestizaje, según algunos estudiosos, ha sido utilizada por los gobiernos y las élites latinoamericanas para ocultar indicios de discriminación racial y racismo en el continente. Utilizando términos de Stanley Cohen, Ariel Dulitzky argumenta que existen tres tipos de formas en que se niegan la discriminación racial y el racismo en el continente: la negación literal, la negación interpretativa y la negación justificada. La primera de éstas se da cuando los gobiernos niegan que se dé cualquier tipo masivo de racismo y discriminación en sus países.
Una forma clara de negación literal es mediante el uso de la idea de mestizaje. A través del discurso de igualdad de razas en el continente, la percepción de que todos pertenecemos a una sola etnia «mestiza» que tiene los mismos ancestros ayuda a reforzar la imagen de que no existe el racismo puesto que ni siquiera existen razas diferentes. Esta noción ayuda a reforzar la idea de la democracia e incluso a fomentar la consolidación de un nacionalismo que fortalece el estado, en el período republicano la idea de la raza única mestiza era un arma de defensa contra otros elementos que podían fragmentar los nuevos estados latinoamericanos por medio de esta se buscaba fortalecer los países emergentes al estilo de las naciones europeas.
Sin embargo, esta visión de mestizaje ha adquirido, según Peter Wade, una imagen que se acerca más a aquella proyectada por la raza blanca y se ha intentado alienar a la raza indígena y aún en mayor medida a la negra.
Aunque la noción de raza ya es un concepto anacrónico, Peter Wade tenía la idea de que en estas razas o grupos étnicos de no blancos y no mestizos, existiría un deseo de blanqueamiento mediante el mestizaje lo que les llevaría a un nuevo posicionamiento dentro del orden social. En esto se enfoca Peter Wade al hablar en especial de la raza negra cuando algunos buscan abrir un camino de abrir nuevas posibilidades para sus descendientes. Sin embargo, existe la noción contraria bajo la cual el mestizaje es evitado por una de las razas ya que esto es mal visto por los suyos, en el caso de alguien de raza negra esto podría ser considerado una traición para sus ancestros.

## Mestizaje en España
El mestizaje en España ha sido un fenómeno continuo a lo largo de su historia, resultado de su posición geográfica entre Europa, África y el Mediterráneo, su historia de invasiones y colonizaciones, así como su legado imperial y migratorio. El proceso ha abarcado tanto aspectos biológicos como culturales y lingüísticos.

#### Historia temprana
Desde la prehistoria, la península ibérica ha recibido influencias de múltiples pueblos. Durante el Neolítico, hubo contacto entre poblaciones del norte de África y del sur peninsular. Posteriormente, la colonización por fenicios, griegos y cartagineses, seguida por la dominación romana (218 a. C.-siglo V d. C.), promovió una mezcla entre colonizadores y pueblos íberos, celtas y tartesios, consolidando una población hispanorromana mestiza.
Con la llegada de los pueblos germánicos (visigodos, suevos) tras la caída de Roma, se produjo un nuevo ciclo de integración, aunque limitado por el reducido número de estos grupos invasores.

#### Pluralismo étnico y religioso medieval
La conquista islámica en el siglo VIII transformó la composición étnica y religiosa del territorio. Durante casi ocho siglos, gran parte de la península formó parte de Al-Ándalus, donde convivieron musulmanes (árabes y bereberes), cristianos y judíos. El mestizaje se expresó en matrimonios mixtos, conversiones religiosas y transferencias culturales.
En 1393 se fundó en Sevilla la Cofradía de los Negritos, una hermandad religiosa formada por personas de origen africano, en su mayoría esclavizadas o libertas. Su existencia documenta la presencia organizada de población negra en la Castilla bajomedieval y su integración parcial en las estructuras sociales y eclesiásticas del momento. La cofradía, aún activa en la actualidad, constituye una de las instituciones más antiguas de su tipo en Europa.
La posterior Reconquista y las expulsiones de judíos (1492) y moriscos (1609-1614) redujeron formalmente la diversidad religiosa, pero estudios genéticos han demostrado que muchos descendientes permanecieron integrados en la sociedad cristiana.
Durante esta etapa, también se consolidó la presencia del pueblo gitano en la península ibérica, documentado desde el siglo XV. Aunque a menudo marginado, el pueblo gitano ha influido en la cultura española (especialmente en regiones como Andalucía, Extremadura y Cataluña) y ha formado parte de procesos de mestizaje a nivel local.

#### Edad Moderna y mestizaje ultramarino
Durante el Imperio español (siglos XVI-XIX), España fue también un receptor indirecto de mestizaje a través del retorno de colonos y esclavos liberados, especialmente en regiones como Andalucía y Canarias. En ciudades portuarias como Sevilla y Cádiz, hubo presencia de población de origen africano, tanto esclavizada como libre, que formó parte del entramado social urbano y contribuyó, en cierta medida, a los procesos de mestizaje local.

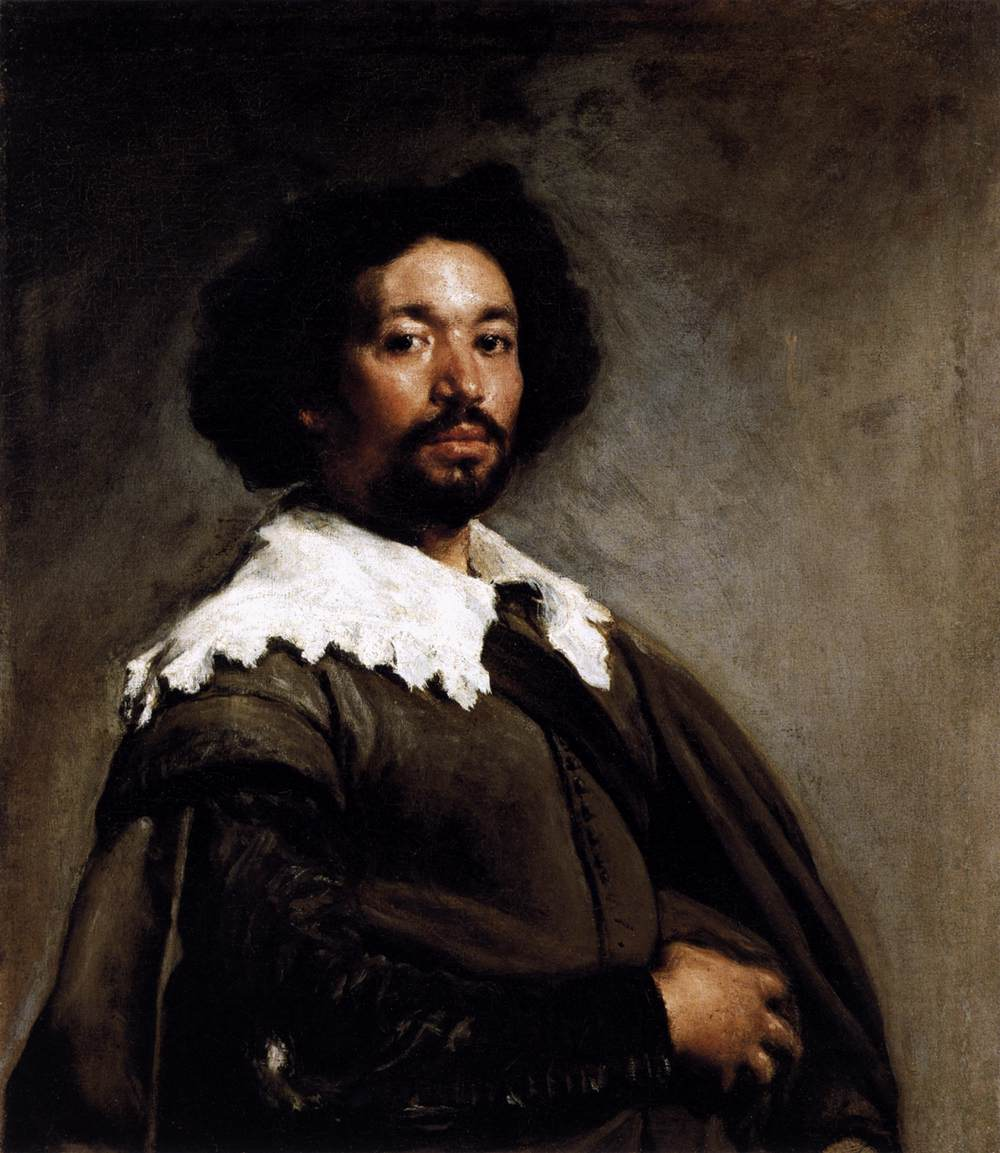
Retrato de Juan de Pareja, esclavo manumiso de ascendencia africana y morisca, pintado por Diego Velázquez en 1650. Considerado un ejemplo histórico del mestizaje en la España del Siglo de Oro. (Metropolitan Museum of Art, Nueva York).

Las Islas Canarias fueron escenario de un proceso de mestizaje entre los aborígenes canarios, colonos europeos y población africana traída como mano de obra.
Durante los siglos XVI y XVII, se implantaron en la Monarquía Hispánica los llamados Estatutos de limpieza de sangre, un mecanismo de discriminación legal dirigido principalmente contra los judeoconversos —y, en menor medida, contra los moriscos—, conocidos como «cristianos nuevos». Estas normas exigían al aspirante a cargos eclesiásticos, militares, administrativos o educativos demostrar que descendía exclusivamente de cristianos viejos, sin ascendencia judía ni musulmana. La adopción de estos estatutos por muchas instituciones limitó el ascenso social de estos grupos y reforzó una visión excluyente de la identidad cristiana que condicionó, durante siglos, las posibilidades de mestizaje y movilidad social en determinados ámbitos.
En las Islas Baleares, el mestizaje tuvo expresiones singulares aunque limitadas. En Mallorca, surgió la comunidad de los chuetas (xuetes), descendientes de judeoconversos que fueron objeto de estigmatización social durante siglos, pese a su integración formal como cristianos. En Menorca, el dominio británico durante el siglo XVIII dejó una huella cultural, aunque el mestizaje biológico con la población británica fue escaso.
Durante este periodo también aparecen referencias documentadas a grupos seminómadas conocidos como mercheros o quinquis, de origen diverso (incluyendo posibles mezclas entre gitanos, moriscos y campesinos empobrecidos), que desarrollaron una cultura propia y una jerga particular conocida como quinqui.

#### SiglosXIX-XXy migraciones reversas
Durante los siglos XIX y XX, cientos de miles de españoles emigraron a Hispanoamérica, especialmente desde regiones como Galicia, Asturias y Canarias. A lo largo de las generaciones, algunos de sus descendientes han regresado —y siguen regresando— a España, en muchos casos tras haber obtenido la nacionalidad española por vía legal, como nietos o bisnietos de emigrantes. Aunque no suelen contabilizarse como inmigrantes extranjeros, parte de estos retornos incluye personas con ascendencia mestiza, lo que ha podido aportar a la diversidad biológica en el país.

#### Situación contemporánea
A partir de la segunda mitad de los años 1990, España se ha convertido en un país receptor de inmigración. Según el Instituto Nacional de Estadística, más del 15 % de la población residente en España es de origen extranjero (2024), procedente mayoritariamente de Iberoamérica, África y Europa del Este.
Este fenómeno ha generado nuevas dinámicas de mestizaje, tanto en grandes urbes como Madrid, Barcelona o Valencia; como en las ciudades fronterizas de Ceuta y Melilla, donde la coexistencia histórica de musulmanes, cristianos, judíos y comunidades bereberes ha configurado un entorno cultural, lingüístico y religioso diverso.
Las comunidades gitanas y mercheras siguen presentes en la sociedad española contemporánea, con situaciones diversas según la región. Si bien muchas familias están plenamente integradas, otras aún enfrentan barreras estructurales, pobreza y estigmatización. No obstante, tanto la cultura gitana como la memoria de los grupos marginados del pasado forman parte del patrimonio multicultural español. Un ejemplo destacado es el flamenco, expresión artística surgida en Andalucía con raíces mestizas, entre las que destaca la aportación gitana, junto con influencias moriscas, judías, africanas y populares andaluzas.
También se ha concedido el acceso a la nacionalidad española a descendientes de sefardíes —judíos expulsados de España en 1492—, en virtud de una ley aprobada en 2015 que reconoce ese vínculo histórico.
Cabe señalar que, a diferencia de otros países, en España no se recogen datos étnico-raciales en los censos oficiales ni en registros administrativos. Esta limitación se debe tanto a razones históricas como a la legislación vigente sobre protección de datos y no discriminación, que impide clasificar a la población por raza o etnia en registros públicos.

#### Genética de la población española
Estudios recientes han confirmado la huella genética de múltiples migraciones. La población española actual presenta una base mayoritaria europea occidental, con aportes norteafricanos y del Próximo Oriente en proporciones variables según la región.
Los linajes africanos (haplogrupo E-M81, por ejemplo) son más frecuentes en Andalucía occidental y Canarias, reflejando siglos de contacto con África del Norte y el comercio atlántico.

#### Percepciones sociales
La sociedad española actual debate activamente sobre la integración, el racismo y la identidad multicultural. Aunque el mestizaje biológico es cada vez más común entre generaciones jóvenes, persisten retos en materia de discriminación y reconocimiento de la diversidad étnica y cultural. Las comunidades históricas como los gitanos o los descendientes de mercheros a menudo enfrentan estos desafíos con una identidad doble: como parte del tejido nacional y, al mismo tiempo, herederos de una memoria de exclusión.

## Mestizaje en Brasil

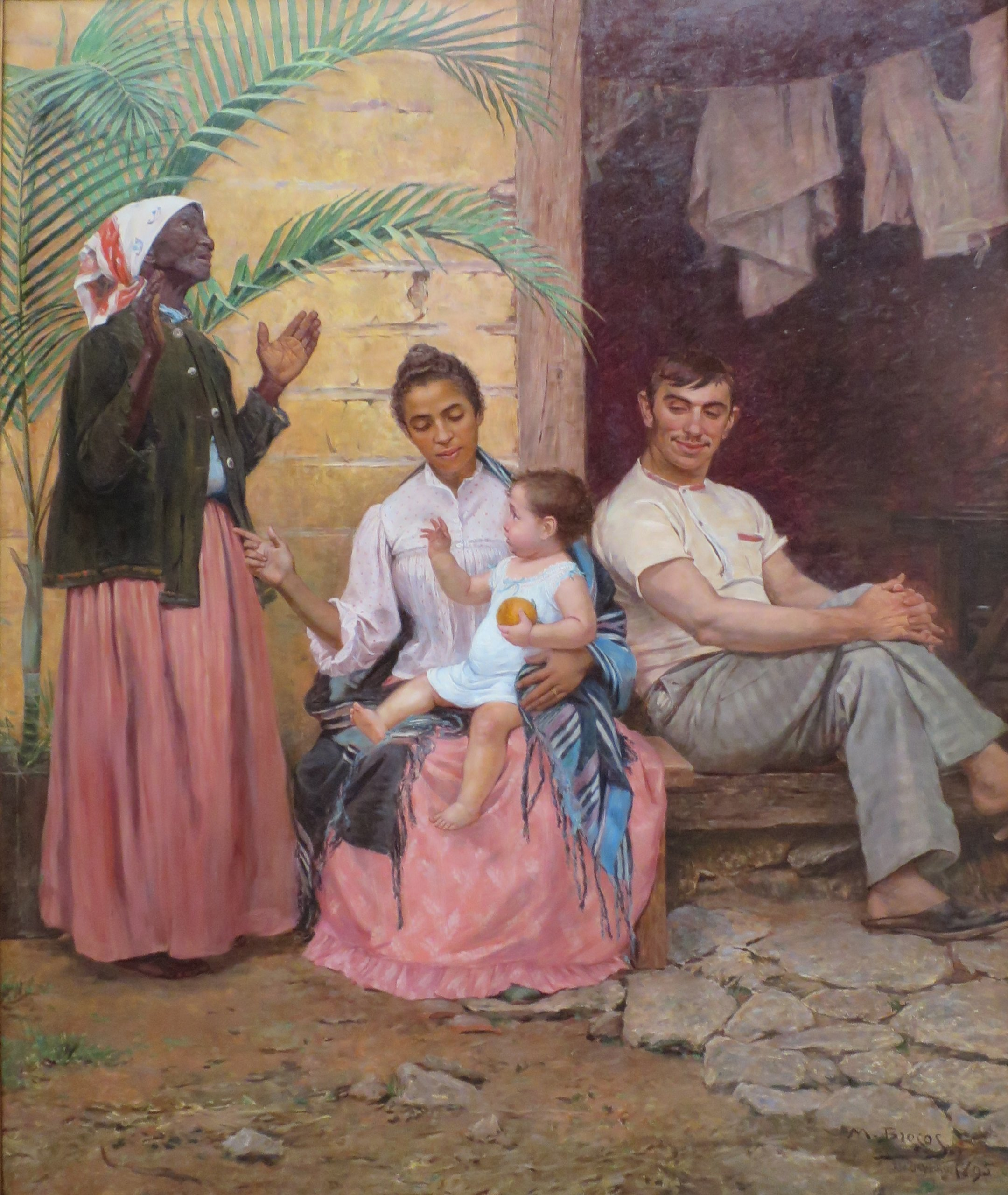
A Redenção de Cam (1895): abuela negra, madre mulata, esposo e hijo blancos; esta pintura sintetiza una realidad en el blanqueamiento de la piel de la población brasileña (cuadro del pintor gallego Modesto Brocos y Gomes).

Pocos países en el mundo pasaron por un mestizaje tan intenso como Brasil.
Los portugueses ya trajeron a Brasil varios siglos de integración genética y cultural entre grupos europeos, y ejemplo de ello son los pueblos celta, romano, germánicos, otros pueblos ibéricos y lusitano. A pesar de que los portugueses básicamente son un grupo europeo, siete siglos de convivencia con moros del norte de África así como con judíos, dejaron por cierto en ellos un importante legado genético y cultural. Y en Brasil, una parte importante de los colonizadores portugueses e ibéricos se mezcló con indios y con africanos, dando lugar a un proceso que resultó muy importante para la formación del futuro nuevo país en suelo americano.
Al citado y a otros procesos, se sumó luego una fuerte inmigración desde otras regiones de Europa. Desde mediados del siglo XIX hasta mediados del siglo XX, Brasil recibió cerca de cinco millones de inmigrantes europeos, en su mayoría portugueses, españoles, italianos y alemanes, sin contar otros grupos menores, pero significativos, como los estadounidenses, que llegaron a fundar pueblos (ejemplo: Americana, SP), japoneses, chinos, coreanos, paraguayos, peruanos, bolivianos, entre otros grupos. La suma de estos procesos dio por resultado la actual composición de la población brasileña, que sigue adelante con su tradición de misceginación. En 2008, 48 % de la población de Brasil se consideraba blanca, 44 % se identificaba como parda, y 7 % se consideraba negra.
Los indios brasileros no presentan relevantes diferencias genéticas entre sí, pues serían todos descendientes del primer grupo de cazadores asiáticos que llegaron a las Américas, hace 60 mil años atrás. Pero en lo cultural, los aborígenes brasileros constituían una diversidad de naciones con lenguas y costumbres distintas. La llegada de los primeros portugueses, en su mayoría hombres, culminó en relaciones esporádicas y de concubinato con las indias. Y el 4 de abril de 1755, D. José, rey de Portugal, firmó un decreto autorizando el mestizaje de portugueses con indios.
Los africanos esclavizados en Brasil pertenecían a muchas diferentes etnias, aunque la mayor parte eran bantúes, originarios de Angola, Congo, y Mozambique. De todas maneras, en lugares como Bahía predominaron esclavos de Nigeria, Daomé, y Costa da Mina, especialmente durante el siglo XVIII. Algunos esclavos islámicos habían sido alfabetizados en árabe, trayendo así a Brasil un rico y variado aporte cultural.
A fines del siglo XIX, el gobierno brasilero liberó a los esclavos, aunque sin darles adecuada asistencia social, y por varios motivos, incluyendo la necesidad de mano de obra y el deseo de "blanquear" a la población nacional, durante al menos un siglo se estimuló muy especialmente la inmigración europea. Había entre los gobernantes de Brasil de la época, la idea de que si inmigrantes europeos se casaban con pardos y negros, el resultado sería un paulatino "emblanquecimiento" de la población brasilera. La conocida pintura A Redenção de Cam, obra hecha en 1895 por Modesto Brocos y Gómez, sintetiza la idea corriente de esa época: «A través del mestizaje con europeos, los brasileños se volverían de piel cada vez más blanca».